# ISO 7810
ISO 7810 is een norm die drie formaten voor identiteitskaarten specifieert: ID-1, ID-2, en ID-3.

## ID-1
Het ID-1-formaat is 85,60 × 53,98 mm. Het formaat wordt veel gebruikt voor bankpassen, kredietkaarten en dergelijke. Het wordt tegenwoordig in vele landen ook gebruikt voor rijbewijzen, en het is een gangbaar formaat voor klantenkaarten en visitekaartjes.
- ISO 7813 definieert de enkele andere kenmerken van een ID-1 plastic bankkaart, zoals afgeronde hoeken met een straal van 3,18 mm en een dikte van 0,76 mm.
- ISO 7811 definieert enkele traditionele technieken om gegevens op een identiteitskaart te bewaren, zoals verdikte tekens en verscheidene magneetstripformaten.
- ISO 7816 definieert ID-1 identiteitskaarten met een chip (smartcard) en de contactvlakken voor de stroom, een kloksignaal, reset en gegevenssignalen.
- ISO 14443 definieert identiteitskaarten met een ingebedde chip (afstandskaart) en een magnetische lusantenne die op 13,56 MHz werkt (RFID). Aanvullende ICAO-standaarden voor machine-leesbare reisdocumenten specificeren een cryptografisch getekend bestandsformaat en authenticatieprotocol om biometrische kenmerken zoals foto's van een gezicht, vingerafdrukken en/of irisscans in ISO 14443 RFID chips op te slaan.

## ID-2
Het ID-2-formaat is 105 × 74 mm. Dit formaat is gelijk aan het ISO 216 A7-formaat. Het ID-2-formaat was in gebruik voor de (Nederlandse) Europese Identiteitskaart en voor het Duitse Personalausweis (Identiteitskaart). Het formaat is iets groter dan ID-1, waardoor een duidelijke foto op de kaart geplaatst kan worden, maar is klein genoeg om in een portemonnee meegedragen te worden. Vanaf 2010 schakelde ook Duitsland over op het meer gangbare ID-1-formaat.

## ID-3
Het ID-3-formaat is 125 × 88 mm. Dit formaat is gelijk aan het ISO 216 B7-format. Het formaat wordt wereldwijd gebruikt voor paspoorten en visa.
ICAO Document 9303 definieert het formaat van machinaal leesbare reisdocumenten, zoals de optical character recognition-tekens die aan de onderkant van de pagina van de meeste paspoorten en visa staan.